# 고소리술
고소리술은 대한민국의 발효주인 오메기술을 증류시킨 것이다. 1995년 4월 20일 제주특별자치도의 무형문화재 제11호로 지정되었다.
맛의 방주에 등재되어 있다.

## 개요
이원진이 쓴『탐라지』에 다용소주(多用燒酒)라는 기록이 있는데 바로 이 고소리술을 두고 하는 말이다. 이 술은 발효주인 오메기술을 증류시킨 것으로 조를 비롯한 잡곡을 재료로 삼았다. 술독에 묻어둔 밑술을 솥에 넣어 고소리로 증류해서 소주를 고아내는 것을 ‘술닦는다’라고 하고, 그 술을 두고 고소리술이라고 한다.
제주도에서 소주를 빚는 전통적인 용구로는 소줏돌과 고소리 두 가지가 있다. 소줏돌은 솥뚜껑처럼 돌을 다듬어 만든 것인데, 한가운데 구멍이 나 있다. 고소리는 소주를 고아내리는 오지그릇이다. 고소리술을 만들 때 누룩이 썩어서 검은색이 나지 않아야 하고, 술이 신맛이 나지 않도록 하기 위하여 쪄낸 술떡을 잘 식힌 뒤 누룩에 반죽해야 한다. 또, 고소리에서 헛김이 새 나오지 않도록 띠를 잘 매줘야 하며, 일정하게 불을 지펴주어야 한다.
고소리술은 현재 기능보유자 고 김을정(1925 ~ 2021.3.15)에 의해 전승되고 있다.